# Jules Roy

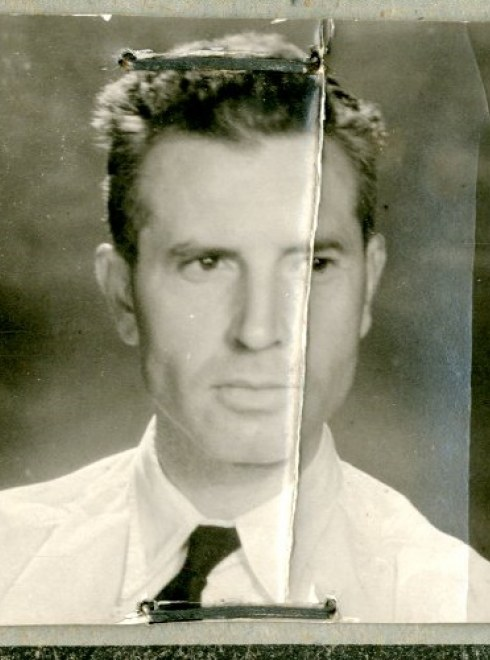
Armée de l'air Foto

Jules Roy (* 22. Oktober 1907 in Rovigo, Algerien; † 15. Juni 2000 in Vézelay, Frankreich) war ein französischer Schriftsteller.

## Leben
Roy studierte Theologie. Nach dem Studium entschloss er sich jedoch, Berufssoldat zu werden. Zunächst war er Infanterist, dann ließ er sich zum Flieger ausbilden. Im Jahr 1943 ging er nach Großbritannien, um mit den freifranzösischen Fliegereinheiten Angriffe nach Deutschland zu fliegen. Danach ging er als Oberstleutnant nach Indochina. 1953 verließ er die Armee, um sich zunächst auf seinem Gut bei Bayonne der Viehzucht zu widmen.
Schon in seiner Jugend war Roy schriftstellerisch tätig. Seinen ersten Roman veröffentlichte er 1943 unter dem Titel " Ciel et terre". 1945 wurde er Mitarbeiter der von Albert Camus gegründeten Zeitschrift "Combat".
Bekannt wurde er 1946 mit "La Vallée heureuse" (auf Deutsch 1946 "Das glückliche Tal"). Im Frühjahr 1960 reiste Roy wochenlang durch Algerien. Das Ergebnis der Reise war der Bericht "La guerre d'Algérie". In diesem Bericht forderte er, dass der Algerienkrieg durch direkte Verhandlungen mit der algerischen "Nationalen Befreiungsfront" (FLN) beendet werden sollte. 1963 erschien sein Bericht "La Bataille de Dien Bien Phu", in dem er die französische Niederlage in Südostasien schilderte. Im 1980 fertiggestellten Roman "Les chevaux du soleil" stellte Roy die französischen Herrschaft in Algerien dar – dieser sechsbändige Roman diente als Vorlage für die 1981 ausgestrahlte zwölfteilige Fernsehserie Die Sonnenpferde.

## Weitere Veröffentlichungen
- Passion de Saint-Exupery  1964
- J'accuse de général Massu  1972
- Une affaire d'honneur 1983
- Mémoires babares 1989
- Vézelay ou l'amour fou 1990
- Rostropovitch, Gainsbourg et Dieu 1992

## Auszeichnungen
- Großkreuz der Ehrenlegion
- Croix de guerre 1939–1945
- Kommandeur des Ordre des Arts et des Lettres
- Theophraste-Renaudot-Preis 1946
- Grand prix littéraire de Monaco 1957
- Grand prix de Littérature de L'Académie française 1958
- Grand prix national des Lettres 1969
- Grand prix de la Ville de Paris 1975